# Igreja de São Sebastião (Igatu)
A Igreja de São Sebastião é uma construção em pedra do povoado histórico de Igatu, da cidade de Andaraí, localizado no interior do Parque Nacional da Chapada Diamantina, integrando o patrimônio tombado pelo IPHAN nesta vila da Chapada Diamantina, região central do estado brasileiro da Bahia.
A igreja foi totalmente restaurada pelo IPHAN, no ano de 2012, junto ao Cemitério de São Sebastião, e integra o conjunto de construções em pedra, da época do garimpo de diamantes. O templo é dedicado a São Sebastião, padroeiro da vila, e cuja festa é comemorada no dia 20 de janeiro, com uma missa ali realizada e procissão que percorre a ruas do lugar, numa festa que dura vários dias com apresentações artísticas e folclóricas.
Em julho de 2023 o pequeno templo foi palco de uma apresentação da Orquestra Sinfônica da Bahia, encerrando o périplo de apresentações pela Chapada.